# Caenaugochlora gemmella
Caenaugochlora gemmella är en biart som först beskrevs av Cockerell 1912.  Caenaugochlora gemmella ingår i släktet Caenaugochlora och familjen vägbin. Inga underarter finns listade.